# Hans-Gert Jahn
Hans-Gert Jahn (* 21. August 1945 in Dorfchemnitz) ist ein früherer deutscher Biathlet.
Hans-Gert Jahn war in der DDR Sportsoldat und trat für den ASK Vorwärts Oberhof an. Einen ersten internationalen Erfolg feierte er als Teilnehmer bei den Olympischen Winterspielen 1968 von Grenoble, wo er mit Heinz Kluge, Horst Koschka und Dieter Speer im erstmals ausgetragenen olympischen Staffelwettbewerb Sechster wurde. Bei den Biathlon-Weltmeisterschaften 1969 wurde Jahn im Einzel eingesetzt und kam auf Platz 15. Seinen größten internationalen Erfolg feierte er bei den Biathlon-Weltmeisterschaften 1970 in Östersund, wo er im Staffelwettbewerb mit Hansjörg Knauthe, Speer und Koschka als Startläufer der Staffel hinter den zu der Zeit fast übermächtigen Vertretungen aus der UdSSR und Norwegen die Bronzemedaille gewann. Er war zu der Zeit nicht nur der erste Biathlet seines Vereins, der eine internationale Medaille bei einem Großereignis gewinnen konnte, es war zugleich der erste Gewinn einer solchen Medaille durch deutsche Athleten. 1971 wurde Jahn in Hämeenlinna im Einzel nochmals 30.
National gewann Jahn erstmals bei den DDR-Meisterschaften im Biathlon 1967 eine Medaille. Mit Egon Schnabel, Günther und Harrass gewann er mit der ersten Mannschaft des ASK hinter der Vertretung von der SG Dynamo Zinnwald die Silbermedaille im Staffelwettbewerb. 1968 wiederholte Jahn dieses Ergebnis an der Seite von Schnabel, Günther und Hansi König, 1969 und 1970 gemeinsam mit Günther, Thiel und Koch. Zum fünften Mal gewann er Staffel-Silber 1971 mit Koch, Thiel und Herbert Wiegand. Ein Titel blieb Jahn aufgrund der Überlegenheit der Zinnwalder in diesen Jahren verwehrt.
Heute arbeitet Jahn als Abteilungsleiter Biathlon des WSV Oberhof 05.

## Belege
1. ↑  es kursieren mehrere weitere Namensformen, so Hans-Günther Jahn und Gert Jahn

| Personendaten    | Personendaten                  |
| ---------------- | ------------------------------ |
| NAME             | Jahn, Hans-Gert                |
| ALTERNATIVNAMEN  | Jahn, Gert; Jahn, Hans-Günther |
| KURZBESCHREIBUNG | deutscher Biathlet             |
| GEBURTSDATUM     | 21. August 1945                |
| GEBURTSORT       | Dorfchemnitz                   |